# 2007 v loďstvech
Tento článek obsahuje významné události v oblasti loďstev v roce 2007.

## Lodě vstoupivší do služby
- 4. ledna –  INS Shardul (L16) – tanková výsadková loď třídy Shardul

- 10. února –  USS Gridley (DDG-101) – torpédoborec třídy Arleigh Burke

- 16. února –  Spioenkop (F147) – fregata třídy Valour

- 19. února –  Scirè (S527) – ponorka typu 212A

- 27. února –  USNS Sacagawea (T-AKE-2) – zásobovací loď třídy Lewis and Clark[1]

- 1. března –  Tonnerre (L9014) – vrtulníková výsadková loď třídy Mistral

- 3. března –  U-34 (S184) – ponorka typu 212A

- 6. března –  RFA Cardigan Bay (L3009) – výsadková doková loď třídy Bay

- 10. března –  USS New Orleans (LPD-18) – obojživelná transportní loď třídy San Antonio[2]

- 15. března –  Atago (DDG-177) – torpédoborec třídy Atago

- 20. března –  Mendi (F148) – fregata třídy Valour

- 29. března –  Leopold I (F930) – fregata třídy Karel Doorman

- duben –  Makassar (590) – Amphibious Transport Dock třídy Makassar

- 18. dubna –  Almirante Riveros (FF-18) – fregata třídy Karel Doorman

- 5. května –  USS Hawaii (SSN-776) – ponorka třídy Virginia[3]

- 21. května –  HNoMS Roald Amundsen (F311) – fregata třídy Fridtjof Nansen

- 9. června –  USS Kidd (DDG-100) – torpédoborec třídy Arleigh Burke

- 26. června –  USNS Alan Shepard (T-AKE-3) – zásobovací loď třídy Lewis and Clark[4]

- 2. července –  HMNZS Canterbury (L421) – víceúčelová loď

- 2. července –  Diponegoro (365) – korveta třídy Sigma

- srpen –  Surabaya (591) – Amphibious Transport Dock třídy Makassar

- 8. srpna –  RFA Lyme Bay (L3007) – výsadková doková loď třídy Bay

- 3. listopadu –  USS Sampson (DDG-102) – torpédoborec třídy Arleigh Burke

- 24. listopadu –  Hasanuddin (366) – korveta třídy Sigma

- 30. listopadu –  Kchun-lun-šan (998) – Amphibious Transport Dock typu 071

- 30. listopadu –  Johan de Witt (L 802) – výsadková loď třídy Rotterdam

- 15. prosince –  USS Mesa Verde (LPD-19) – obojživelná transportní loď třídy San Antonio[5]

- 22. prosince –  Andrea Doria (D553) – fregata třídy Orizzonte[6]